# Leuchtturm
 (juin 2019).
Leuchtturm est une société industrielle et commerciale allemande basée à Geesthacht près de Hambourg, qui est le premier fournisseur mondial d'albums pour timbres et pièces de monnaie,,,.

## Historique
La marque Leuchtturm est d'abord fondée en 1917 lorsque le lithographe Paul Koch établit la maison de publication Kabe. Elle est rétablie à Hambourg en 1948. En 1962, Kurt Stürken rejoint la compagnie. Plus tard, à la fin des années 1990, Max et Axel Stürken prennent en charge la gestion de Leuchtturm. Ils sont la quatrième génération à la tête de cette compagnie familiale. Leuchtturm commence avec la production et vente d'albums de timbres et de pièces de collection mais maintenant vend toutes sortes de carnets et de stylos.

## Carnet
Les carnets existent en multiples couleurs et les pages sont vendus blanches, lignées ou avec des points. En 2017, pour fêter leurs cent ans, Leuchtturm ajouta une collection de carnets de couleurs métalliques en dorée, cuivre et argentée.
La marque vend aussi des agendas des accessoires pour les carnets et des stylos.